# Alissos
Alissos  este un oraș în Grecia în Prefectura Ahaia.